# Sara Justo
Sara Justo   (Buenos Aires, 5 de febrer de 1870 - Buenos Aires, 6 d'octubre de 1941) va ser una educadora argentina, de les primeres odontòlogues de país i una de les líders del moviment feminista argentí en les primeres dècades de segle xx. Era germana de Juan Bautista Justo, cirurgià i fundador del Partit Socialista argentí.

## Biografia
Sara Justo va néixer a la ciutat de Buenos Aires el 5 de febrer de 1870, filla de Juan Felipe Justo i d'Aurora Castro.
El 1892, per iniciativa del Dr. Mauricio González Catán, es va crear a la Universitat de Buenos Aires una càtedra d'Odontologia, l'«Escola Dental», al front de la qual es va posar al doctor Nicasio Etcheparaborda. Sara Justo es va convertir en una de les primeres alumnes, i al juliol de 1901 es va graduar junt amb Leonilda Rosa Menedier (o Menechier), Catalina Marni i Antonia Arroyo, en el que seria la primera promoció d'odontòlogues del país.

Després de doctorar-se, tot i que va exercir la seva professió, va preferir dedicar-se a la docència i a la lluita social, especialment en defensa dels drets de la dona.

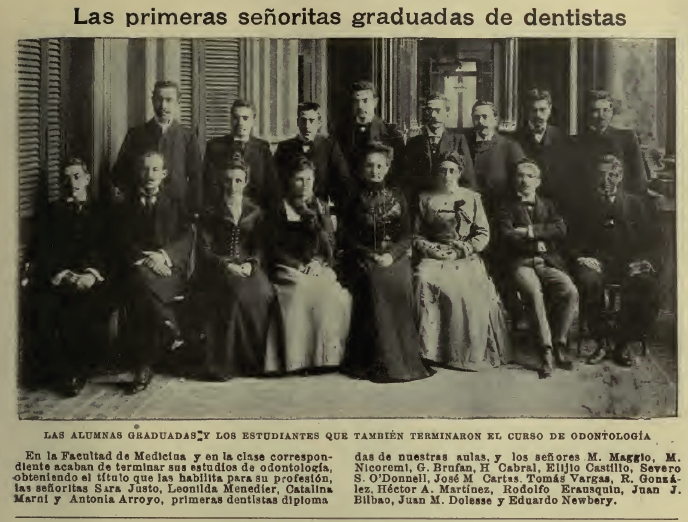
Sara Justo, fotografia dels diplomats el 1901

Com a docent, seguint les orientacions de Cecilia Grierson, primera metgessa argentina, va dictar càtedres de puericultura i economia domèstica. Va ser directora de l'Escola Professional de Dones Paula Albarracín de Sarmiento (actualment ET N º 8 Paula Albarracín de Sarmiento), i va realitzar viatges de perfeccionament educatiu per Europa.
El 1907 va col·laborar amb la doctora Alicia Moreau de Justo a la fundació de el Comitè Prosufragi Femení.
Va ser una de les principals impulsores de l'Associació de Universitàries Argentines, organització fundada el 1904 per Cecilia Grierson i Petrona Eyle, que el maig del 1910, coincidentment amb la celebració de Centenari, va organitzar a Buenos Aires el Primer Congrés Internacional Femení, del qual va ser tresorera .
Va tenir també una actuació protagònica al Tercer Congrés Femení Internacional de Buenos Aires, organitzat pel Club Argentí de Dones. Va publicar nombrosos articles sobre feminisme al combatiu diari El Diario de Manuel Lainez.
El 1925 va ser delegada de l'Associació Nacional del Professorat al Congrés Internacional d'Economia Social que es va reunir a la capital argentina.
Va morir a la seva ciutat natal, el 6 d'octubre de 1941.